# إنريكي بيرغوس
إنريكي بيرغوس (بالإسبانية: Enrique Burgos)‏ هو لاعب كرة قاعدة بنمي، ولد في 7 أكتوبر 1965 في La Chorrera, Panama ‏ في بنما.

## وصلات خارجية
- إنريكي بيرغوس على موقع دوري كرة القاعدة الرئيسي (الإنجليزية)
- إنريكي بيرغوس على موقعبيزبول رفرنس.كوم (الدوري الرئيسي) (الإنجليزية)
- إنريكي بيرغوس على موقع إي إس بي إن.كوم (أم.أل.بي) (الإنجليزية)